# Rumi Utsugi
Rumi Utsugi (jap. 宇津木 瑠美, Utsugi Rumi; * 5. Dezember 1988 in der Präfektur Tokio) ist eine japanische Fußballnationalspielerin.

## Vereinskarriere
Utsugi spielte in Jahren 2002 bis 2007 beim NTV Beleza in der höchsten japanischen Liga. Sie wechselte 2010 zum französischen Erstligisten HSC Montpellier. Nach Ablauf ihres Vertrages in Frankreich schloss sich Utsugi im Juli 2016 dem Seattle Reign FC an.

## Nationalmannschaft
Utsugi absolvierte ihr erstes Länderspiel für die japanische Nationalmannschaft am 21. Mai 2005 gegen Neuseeland. Ihr erstes Tor für Japan erzielte sie am 10. März 2008 gegen Russland. Utsugi absolvierte zwei von sechs Spielen für Japan bei der 6. Frauenweltmeisterschaft 2011 in Deutschland.
Sie wurde auch für die WM 2015 nominiert und in allen sieben Spielen eingesetzt, wobei sie in sechs Spielen eingesetzt wurde. Nur im letzten Gruppenspiel gegen Ecuador, als Trainer Norio Sasaki einige Stammspielerinnen schonte, wurde sie nicht berücksichtigt. Sie spielte in den Gruppenspielen zunächst in der Viererkette auf der linken Seite und wechselte in der K.-o.-Runde ins defensive Mittelfeld, wo sie mit Mizuho Sakaguchi die Doppelsechs bildete und im Viertelfinalspiel gegen  Australien als „Spielerin des Spiels“ ausgezeichnet wurde. Lediglich im Finale spielte Japan mit einer 4-4-2-Taktik, die aber in die Hose ging, denn bereits nach 16 Minuten stand es 0:4. Japan konnte zwar noch ein Tor zum 1:4 schießen und von einem Eigentor der USA profitieren, verlor aber letztlich mit 2:5 den WM-Titel.
Am 24. November 2017 kam sie zu ihrem 100. Länderspiel. Im April 2018 gewann sie mit Japan zum zweiten Mal die Asienmeisterschaft. Für die WM 2019, bei der Japan bereits im Achtelfinale ausschied, wurde sie auch nominiert, aber nicht eingesetzt. Danach wurde sie noch nicht nominiert.

## Erfolge
- Weltmeisterin bei der FIFA Frauen WM 2011 in Deutschland
- Vizeweltmeisterin 2015
- Asienmeisterin 2014 und 2018